# Emilie Neumeister

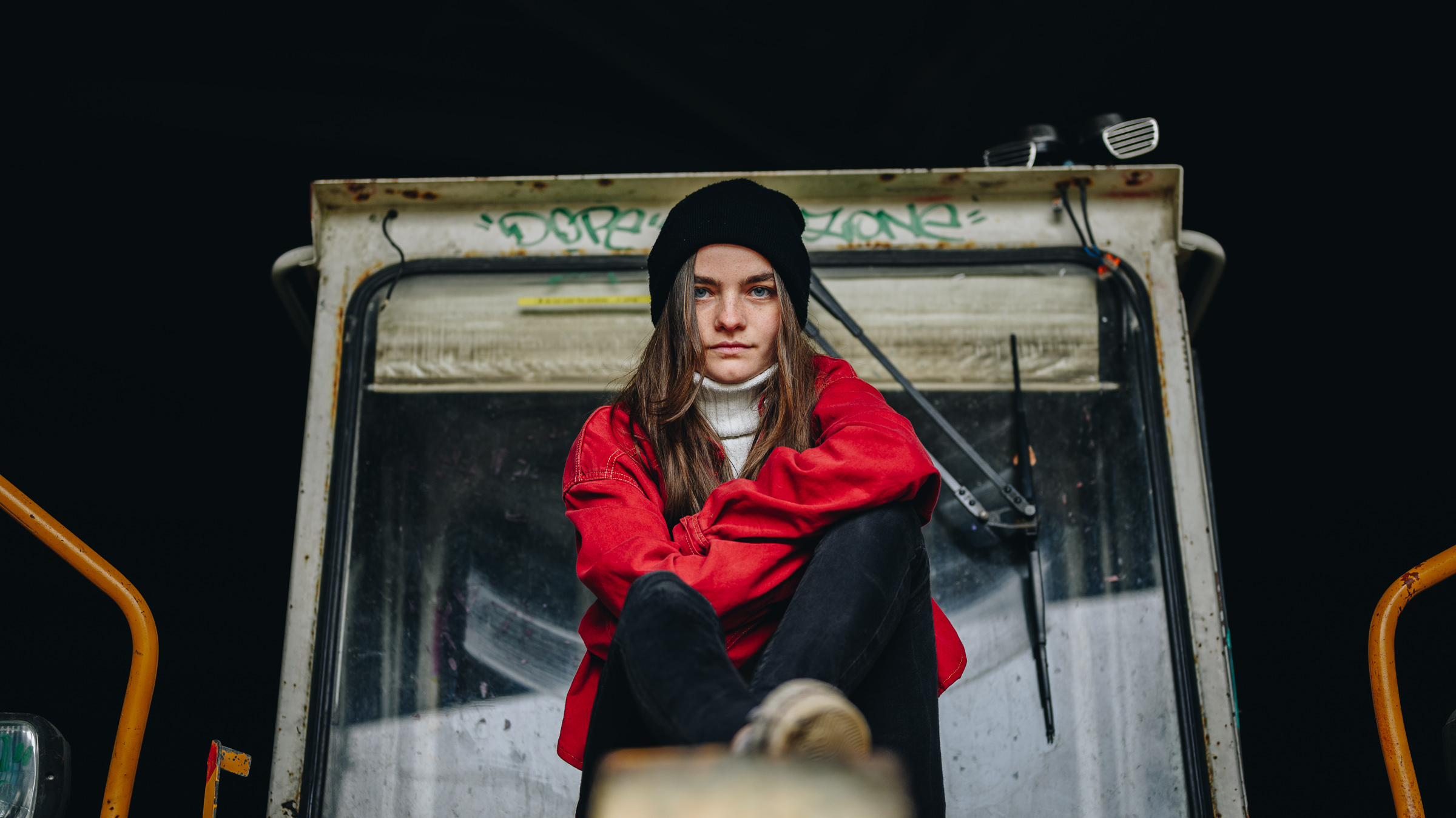
Emilie Neumeister, 2020

Emilie Neumeister (* 1999 in Dresden) ist eine deutsche Schauspielerin.

## Leben
Emilie Neumeister sang von 2008 bis 2011 im Kinderchor an der Staatsoperette Dresden, wo sie u. a. in den Opern Hänsel und Gretel und Carmen mitwirkte. In einer Solo-Rolle wirkte sie dort im Musical Jekyll & Hyde mit. Agenturinternen Schauspielunterricht erhielt sie in der New Talent Schauspielschule in Hamburg. Von 2020 bis 2023 studierte sie an der Filmuniversität Babelsberg Konrad Wolf.
Seit 2014 steht Neumeister für Film- und TV-Produktionen vor der Kamera. Mittlerweile wirkte sie in über 30 Produktionen mit. In der Kriminalreihe Wolfsland (2016) spielte sie an der Seite von Götz Schubert Kommissar „Butschs“ störrische, pubertierende Tochter Emmy. In der Filmkomödie Familie mit Hindernissen (2017) und der Fortsetzung Trauung mit Hindernissen, die im Juni 2018 in der ARD das erste Mal ausgestrahlt wurde, verkörperte Neumeister die 14-jährige Tochter Saskia.
In der 3. Staffel der Fernsehserie In aller Freundschaft – Die jungen Ärzte (2017) war Neumeister in einer Episodenhauptrolle als am Prader-Willi-Syndrom erkrankte Tochter Jenny zu sehen. Im zweiten Film der ZDF-Krimireihe In Wahrheit mit Christina Hecke als Kommissarin Judith Mohn, der im September 2018 auf Arte erstausgestrahlt wurde, spielte Neumeister Sarah Mertens, die jüngere Schwester eines ermordeten 16-jährigen Mädchens, die im Internet mit einem Unbekannten chattet und mehr über das Verbrechen an ihrer Schwester weiß, als sie sagt.
In ihrer ersten Kinohauptrolle drehte Emilie Neumeister ab Ende April 2018, mit Ludwig Simon als Partner, den Spielfilm Im Niemandsland von Florian Aigner, in dem Neumeister und Simon zwei Jugendliche aus verfeindeten Familien spielen, die sich kurz vor der deutschen Wiedervereinigung ineinander verlieben. Anschließend folgten ab Ende Juli 2018 die Dreharbeiten zur tschechisch-deutschen Koproduktion Orangentage, ein Kinder- und Familienfilm über eine Teenagerliebe zwischen einem vierzehnjährigen tschechischen Jungen aus einem Grenzdorf und einem deutschen Mädchen, der im März 2019 im Rahmen der Leipziger Buchmesse seine Premiere hatte.
Im 29. Film der ZDF-Krimireihe Kommissarin Lucas mit dem Titel Kommissarin Lucas – Tote Erde (Erstausstrahlung: August 2019) verkörperte Neumeister die Rolle der im Rollstuhl sitzenden Hanna Menz, ein ehemaliges Mitglied einer Gruppe von Umweltaktivisten, die sich für eine radikale Agrarwende einsetzen. In der in Spielfilmlänge produzierten Auftaktfolge der 15. Staffel der ZDF-Serie Der Staatsanwalt mit dem Titel Der Staatsanwalt: Null Toleranz (Erstausstrahlung: Januar 2020) spielte Neumeister die kokainsüchtige Tochter einer Speditionsinhaberin und Freundin eines getöteten, aus Kalabrien stammenden italienischen Barista. Im 26. Film der ZDF-Krimireihe Marie Brand (Erstausstrahlung: April 2020) verkörperte Neumeister die 15-jährige Fritzi Lindow, die durch einen Todesfall in einer polyamoren Familienkonstellation den Halt verloren hat und sich ihrer Verantwortung mit einer überstürzten Flucht nach Paris zu entziehen versucht. In der als Ensemblefilm konzipierten TV-„Komödie mit durchaus realistischer Erdung“ Eltern mit Hindernissen (2020) spielte sie, an der Seite von Nicolette Krebitz und Hary Prinz, auch im dritten Film der TV-Reihe über das Leben des Lehrerehepaars Wiedermann erneut die ältere Tochter Saskia. In der 15. Staffel der ZDF-Serie Der Kriminalist (2020) übernahm sie eine der Episodenhauptrollen als tatverdächtige Mitschülerin eines ermordeten Gymnasiasten, der seine Klassenkameraden erpresste und terrorisierte, um seine Freundin zu rächen. In der 2. Staffel der ZDF-Serie Doktor Ballouz (2022) war sie als junge Leukämie-Patientin Melli zu sehen, die mit dem Autisten Leo Freundschaft schließt. In der 6-teiligen ZDFneo-Mysteryserie Another Monday (2022) verkörperte Neumeister die Tochter eines Psychologen und Psychotherapeuten, die feststellt, genauso wie ihre Mutter in einer „Zeitschleife“ gefangen zu sein. Im Rostocker Polizeiruf 110: Böse geboren (2025) spielte sie Rose, die Tochter der Kriminalhauptkommissarin Melly Böwe (Lina Beckmann), die auf der Suche nach ihren familiären Wurzeln ist.
Neumeister lebt seit 2019 in Berlin.

## Filmografie
- 2014: Durch den Winter (Kurzspielfilm)
- 2015: Der Kotzbrocken (Fernsehfilm)
- 2015: Anderst schön (Fernsehfilm)
- 2016: Wolfsland: Tief im Wald (Fernsehreihe)
- 2017: Familie mit Hindernissen[22] (Fernsehfilm)
- 2017: In aller Freundschaft – Die jungen Ärzte: Glückspilze (Fernsehserie)
- 2018: Trauung mit Hindernissen (Fernsehfilm)
- 2018: In Wahrheit: Jette ist tot (Fernsehfilm)
- 2018: Amokspiel (Fernsehfilm)
- 2019: Orangentage (Uzly a pomerance)
- 2019: Kommissarin Lucas – Tote Erde (Fernsehreihe)
- 2019: Im Niemandsland (Kinofilm)
- 2019: Zeit der Geheimnisse (Miniserie)
- 2020: Der Staatsanwalt: Null Toleranz (Fernsehserie)
- 2020: Marie Brand und die Liebe zu viert (Fernsehreihe)
- 2020: Eltern mit Hindernissen (Fernsehfilm)
- 2020: Der Kriminalist: Wir haben es nicht besser verdient (Fernsehserie)
- 2020: Der Usedom-Krimi: Nachtschatten (Fernsehreihe)
- 2021: Löwenzahn: Blindsein – Der unsichtbare Diebstahl (Fernsehserie)
- 2021: Wo ist die Liebe hin (Fernsehfilm)
- 2022: Polizeiruf 110: Seine Familie kann man sich nicht aussuchen (Fernsehreihe)
- 2022: Doktor Ballouz: Zwei Herzen (Fernsehserie)
- 2022: Another Monday (Fernsehserie)
- 2022: Kolleginnen – Das böse Kind
- 2023: Am Ende – Die Macht der Kränkung (Fernsehserie)
- 2023: SOKO Potsdam: Tod frei Haus (Fernsehserie)
- 2024: Im Netz der Gier (Fernsehfilm)
- 2025: Polizeiruf 110: Böse geboren (Fernsehreihe)